# Frederick Sound
Frederick Sound (ook: Prince Frederick Sound of Prince Frederick's Sound) is een waterlichaam in de Alexanderarchipel in de Alaska Panhandle in het zuidoosten van Alaska in de Verenigde Staten. Het water is onderdeel van de Inside Passage.

## Geografie
Het waterlichaam scheidt Admiralty Island en het vasteland van Alaska in het noorden van Kuiu Island, Kupreanof Island (met Lindenberg Peninsula) en Mitkof Island in het zuiden. In het westen sluit het aan op Chatham Strait en in het noorden op de Stephens Passage. In het zuidoosten ligt het Lindenberg Peninsula van Kupreanof Island. In het uiterste zuiden mondt de Stikine in de sound uit en gaat het waterlichaam over in de Dry Strait.
De plaats Petersburg ligt aan de Wrangell Narrows, vlak bij de monding ervan in de Frederick Sound.
Het waterlichaam ligt in de mariene ecoregio Noord-Amerikaans Pacifisch Fjordland.

## Geschiedenis
Frederick Sound werd door kapitein George Vancouver vernoemd naar Frederik van York. Het werd voor het eerst in kaart gebracht in 1794 door twee van zijn mannen, Joseph Whidbey en James Johnstone.

## Verkeer & vervoer
De sound is in de zomer een populaire locatie om walvissen te spotten en is een drukke zeedoorgang voor zowel Alaska Marine Highway-veerboten als cruiseschepen.
De sound is de thuisbasis van de Five Finger Islands Light.